# Verein für Bewegungsspiele Leipzig 1996-1997
Questa voce raccoglie le informazioni riguardanti il Verein für Bewegungsspiele Leipzig nelle competizioni ufficiali della stagione 1996-1997.

## Stagione
Nella stagione 1996-1997 il VfB Lipsia, allenato da Sigfried Held, concluse il campionato di 2. Bundesliga all'8º posto. In Coppa di Germania il VfB Lipsia fu eliminato al primo turno dal Borussia Neunkirchen.

## Rosa
| N. |                     | Ruolo | Calciatore       |
| -- | ------------------- | ----- | ---------------- |
| 2  | Germania (bandiera) | D     | Frank Edmond     |
| 3  | Germania (bandiera) | C     | Nico Däbritz     |
| 4  | Germania (bandiera) | D     | Detlef Schößler  |
| 6  | Germania (bandiera) | C     | Steffen Heidrich |
| 7  | Croazia (bandiera)  | C     | Ivica Bančić     |
| 10 | Croazia (bandiera)  | C     | Kujtim Shala     |
| 11 | Germania (bandiera) | A     | Henri Fuchs      |
| 12 | Germania (bandiera) | A     | Markus Wulftange |
| 13 | Germania (bandiera) | A     | Holger Lischke   |
| 14 | Germania (bandiera) | D     | Torsten Jülich   |
| 16 | Serbia (bandiera)   | P     | Boris Jovanovic  |
| 18 | Germania (bandiera) | A     | Ronny Kujat      |
| 19 | Germania (bandiera) | D     | Reimund Mimuß    |
| 20 | Germania (bandiera) | D     | Mario Kern       |
| 22 | Germania (bandiera) | D     | Ronald Werner    |
| 23 | Ghana (bandiera)    | A     | Alexander Opoku  |
| 25 | Germania (bandiera) | A     | Florian Weichert |

| N. |                     | Ruolo | Calciatore           |
| -- | ------------------- | ----- | -------------------- |
| 26 | Germania (bandiera) | P     | Gunnar Grundmann     |
| 27 | Germania (bandiera) | D     | Marco Rose           |
|    | Germania (bandiera) | P     | Daniel Hoffmann      |
|    | Germania (bandiera) | P     | Maik Kischko         |
|    | Germania (bandiera) | P     | René Koslowski       |
|    | Germania (bandiera) | D     | Marco Förster        |
|    | Germania (bandiera) | D     | Thorsten Görke       |
|    | Germania (bandiera) | D     | Matthias Lindner     |
|    | Germania (bandiera) | D     | Holm Pinder          |
|    | Germania (bandiera) | C     | Nico Bernhardt       |
|    | Germania (bandiera) | C     | Guido Hoffmann       |
|    | Germania (bandiera) | C     | Maik Kunze           |
|    | Germania (bandiera) | C     | Uwe Trommer          |
|    | Germania (bandiera) | C     | Torsten Winkler      |
|    | Germania (bandiera) | C     | Axel Wittke          |
|    | Brasile (bandiera)  | A     | Franklin Bittencourt |
|    | Germania (bandiera) | A     | Markus Wuckel        |

## Organigramma societario
Area tecnica
- Allenatore: Sigfried Held
- Allenatore in seconda: Joachim Steffens
- Preparatore dei portieri: René Müller
- Preparatori atletici: Uwe Zimmermann

## Calciomercato

### Sessione estiva
| Acquisti | Acquisti        | Acquisti           | Acquisti |
| R.       | Nome            | da                 | Modalità |
| -------- | --------------- | ------------------ | -------- |
| D        | Mario Kern      | Dinamo Dresda      |          |
| C        | Ivica Bančić    | Varaždin           |          |
| A        | Henri Fuchs     | Chemnitz           |          |
| P        | Daniel Hoffmann | Hansa Rostock      |          |
| C        | Kujtim Shala    | Fortuna Düsseldorf |          |
| A        | Markus Wuckel   | Rot-Weiss Essen    |          |

| Cessioni | Cessioni         | Cessioni         | Cessioni |
| R.       | Nome             | a                | Modalità |
| -------- | ---------------- | ---------------- | -------- |
| A        | André Schuster   | Rot-Weiss Essen  |          |
| A        | Daniel Bärwolf   | Rot-Weiß Erfurt  |          |
| C        | Matthias Liebers | Grün-Weiß Wolfen |          |

### Sessione invernale
| Acquisti | Acquisti | Acquisti | Acquisti |
| R.       | Nome     | da       | Modalità |
| -------- | -------- | -------- | -------- |

| Cessioni | Cessioni     | Cessioni     | Cessioni |
| R.       | Nome         | a            | Modalità |
| -------- | ------------ | ------------ | -------- |
| C        | René Schmidt | Uerdingen 05 |          |

## Risultati

### 2. Bundesliga

#### Girone di andata
| Arbitro: | Malbranc |

|                                      |           |           |
| Bittencourt 3’ Lindner 39’ Kujat 89’ | Marcatori | 82’ Wedau |

| Arbitro: | Best |

|                      |           |                 |
| Ouakili 83’ Osei 88’ | Marcatori | 56’ Bittencourt |

| Arbitro: | Stark |

|  |           |                              |
|  | Marcatori | 30’ Maucksch 48’ Tyszkiewicz |

| Arbitro: | Byernetzky |

|            |           |              |
| Preetz 55’ | Marcatori | 37’ Heidrich |

| Arbitro: | Weiner |

|                  |           |                             |
| Lottner 76’, 80’ | Marcatori | 50’ Fuchs 58’, 62’ Heidrich |

| Arbitro: | Frey |

|                             |           |           |
| Fuchs 27’ Heidrich 29’, 38’ | Marcatori | 54’ Papic |

| Arbitro: | Dörr |

|                                     |           |             |
| Klein 24’ Vier 74’ Milanko 82’, 88’ | Marcatori | 45’ Lindner |

| Arbitro: | Hilmes |

|                                  |           |                        |
| Fuchs 41’ Bittencourt 69’ (rig.) | Marcatori | 62’ Ratinho 75’ Rische |

| Arbitro: | Friedrichs |

|                                                  |           |           |
| Elberfeld 17’, 41’ Szubert 23’ Milosavljević 29’ | Marcatori | 62’ Fuchs |

| Lipsia 13 ottobre 1996, ore 15:00 CEST 10ª giornata | VfB Lipsia | 0 – 0 referto | Lubecca | Bruno-Plache-Stadion (3 500 spett.)\| Arbitro: \| Gettke \| |
| Arbitro:                                            | Gettke     |               |         |                                                             |

| Arbitro: | Fleischer |

|             |           |                           |
| Kirsten 82’ | Marcatori | 74’ Bittencourt 79’ Shala |

| Arbitro: | Casper |

|                                                             |           |             |
| Däbritz 3’ Fuchs 25’ Bittencourt 33’, 79’ Heidrich 82’, 89’ | Marcatori | 23’ Hofmann |

| Arbitro: | Werthmann |

|                        |           |                                        |
| Bommer 14’ Ekström 63’ | Marcatori | 48’ (aut.) Bindewald 87’, 90’ Heidrich |

| Arbitro: | Schmidt |

|                 |           |                                    |
| Bittencourt 85’ | Marcatori | 17’ Vorholt 22’ Claaßen 36’ Winter |

| Arbitro: | Pohlmann |

|           |           |          |
| Reich 84’ | Marcatori | 7’ Fuchs |

| Lipsia 30 novembre 1996, ore 14:00 CET 16ª giornata | VfB Lipsia | 0 – 0 referto | Kickers Stoccarda | Bruno-Plache-Stadion (4 200 spett.)\| Arbitro: \| Insam \| |
| Arbitro:                                            | Insam      |               |                   |                                                            |

| Jena 6 dicembre 1996, ore 19:00 CET 17ª giornata | Carl Zeiss Jena | 0 – 0 referto | VfB Lipsia | Ernst-Abbe-Sportfeld (6 098 spett.)\| Arbitro: \| Schütz \| |
| Arbitro:                                         | Schütz          |               |            |                                                             |

#### Girone di ritorno
| Arbitro: | Buchhart |

|                                                           |           |  |
| Straube 6’ Wollitz 54’ Nowotny 59’ Schmidt 81’ Grauer 84’ | Marcatori |  |

| Arbitro: | Dehmelt |

|                        |           |  |
| Heidrich 15’, 45’, 77’ | Marcatori |  |

| Arbitro: | Hufgard |

|                        |           |  |
| Präger 65’ Meißner 87’ | Marcatori |  |

| Arbitro: | Kadach |

|  |           |                                   |
|  | Marcatori | 70’ Rath 86’ Hartmann 90’ Schmidt |

| Arbitro: | Hauer |

|                                                |           |             |
| Wuckel 19’ Opoku 22’ Hoffmann 36’ Weichert 70’ | Marcatori | 90’ Brdarić |

| Arbitro: | Fleischer |

|                     |           |  |
| Meyer 44’ Bonan 60’ | Marcatori |  |

| Arbitro: | Wack |

|                               |           |  |
| Heidrich 78’ (rig.) Kujat 90’ | Marcatori |  |

| Arbitro: | Hilmes |

|                                     |           |              |
| Wagner 20’ Rische 30’ Kuka 33’, 41’ | Marcatori | 29’ Heidrich |

| Lipsia 20 aprile 1997, ore 15:00 CEST 26ª giornata | VfB Lipsia | 0 – 0 referto | Oldenburg | Bruno-Plache-Stadion (3 600 spett.)\| Arbitro: \| Schütz \| |
| Arbitro:                                           | Schütz     |               |           |                                                             |

| Arbitro: | Lange |

|  |           |           |
|  | Marcatori | 34’ Kujat |

| Arbitro: | Werthmann |

|                                       |           |  |
| Däbritz 43’, 87’ Opoku 85’ Edmond 90’ | Marcatori |  |

| Arbitro: | Blumenstein |

|           |           |           |
| Hayer 57’ | Marcatori | 13’ Opoku |

| Arbitro: | Frey |

|                                 |           |                                  |
| Däbritz 20’ Heidrich 85’ (rig.) | Marcatori | 47’ Schur 71’, 82’ Güntensperger |

| Meppen 22 maggio 1997, ore 19:00 CEST 31ª giornata | Meppen  | 0 – 0 referto | VfB Lipsia | Emslandstadion (5 000 spett.)\| Arbitro: \| Prengel \| |
| Arbitro:                                           | Prengel |               |            |                                                        |

| Arbitro: | Jansen |

|                               |           |  |
| Heidrich 20’, 73’ Däbritz 26’ | Marcatori |  |

| Arbitro: | Kadach |

|                                |           |           |
| Sailer 69’ Marić 84’ Lösch 87’ | Marcatori | 43’ Fuchs |

| Arbitro: | Weiner |

|                                 |           |                                |
| Edmond 30’ Kujat 85’ Pinder 86’ | Marcatori | 11’ Kanopa 23’, 54’ Zimmermann |

### Coppa di Germania
| Arbitro: | Dehmelt |

|                                               |                      |                                              |
| Seibert 44’                                   | Marcatori            | 90’ Shala                                    |
| Racanel Melunovic Torunarigha Adeyemi Schäfer | Tiri di rigore 5 – 4 | Shala Schößler Heidrich Weichert Bittencourt |

## Statistiche

### Statistiche di squadra
| Competizione      | Punti | In casa | In casa | In casa | In casa | In casa | In casa | In trasferta | In trasferta | In trasferta | In trasferta | In trasferta | In trasferta | Totale | Totale | Totale | Totale | Totale | Totale | DR |
| Competizione      | Punti | G       | V       | N       | P       | Gf      | Gs      | G            | V            | N            | P            | Gf           | Gs           | G      | V      | N      | P      | Gf     | Gs     | DR |
| ----------------- | ----- | ------- | ------- | ------- | ------- | ------- | ------- | ------------ | ------------ | ------------ | ------------ | ------------ | ------------ | ------ | ------ | ------ | ------ | ------ | ------ | -- |
| 2. Bundesliga     | 46    | 17      | 8       | 5       | 4       | 36      | 20      | 17           | 4            | 5            | 8            | 17           | 34           | 34     | 12     | 10     | 12     | 53     | 54     | -1 |
| Coppa di Germania | -     | 0       | 0       | 0       | 0       | 0       | 0       | 1            | 0            | 1            | 0            | 1            | 1            | 1      | 0      | 1      | 0      | 1      | 1      | 0  |
| Totale            | 46    | 17      | 8       | 5       | 4       | 36      | 20      | 18           | 4            | 6            | 8            | 18           | 35           | 35     | 12     | 11     | 12     | 54     | 55     | -1 |

### Andamento in campionato
| Giornata  | 1 | 2 | 3  | 4  | 5  | 6 | 7  | 8  | 9  | 10 | 11 | 12 | 13 | 14 | 15 | 16 | 17 | 18 | 19 | 20 | 21 | 22 | 23 | 24 | 25 | 26 | 27 | 28 | 29 | 30 | 31 | 32 | 33 | 34 |
| --------- | - | - | -- | -- | -- | - | -- | -- | -- | -- | -- | -- | -- | -- | -- | -- | -- | -- | -- | -- | -- | -- | -- | -- | -- | -- | -- | -- | -- | -- | -- | -- | -- | -- |
| Luogo     | C | T | C  | T  | T  | C | T  | C  | T  | C  | T  | C  | T  | C  | T  | C  | T  | T  | C  | T  | C  | C  | T  | C  | T  | C  | T  | C  | T  | C  | T  | C  | T  | C  |
| Risultato | V | P | P  | N  | V  | V | P  | N  | P  | N  | V  | V  | V  | P  | N  | N  | N  | P  | V  | P  | P  | V  | P  | V  | P  | N  | V  | V  | N  | P  | N  | V  | P  | N  |
| Posizione | 2 | 8 | 13 | 13 | 11 | 7 | 10 | 12 | 12 | 12 | 11 | 7  | 5  | 8  | 8  | 8  | 9  | 10 | 8  | 11 | 11 | 9  | 10 | 9  | 9  | 10 | 9  | 8  | 8  | 8  | 9  | 6  | 7  | 8  |

Legenda:

Luogo: C = Casa; T = Trasferta. Risultato: V = Vittoria; N = Pareggio; P = Sconfitta.

### Statistiche dei giocatori
| Giocatore      | 2. Bundesliga | 2. Bundesliga | 2. Bundesliga | 2. Bundesliga | Coppa di Germania | Coppa di Germania | Coppa di Germania | Coppa di Germania | Totale   | Totale | Totale      | Totale     |
| Giocatore      | Presenze      | Reti          | Ammonizioni   | Espulsioni    | Presenze          | Reti              | Ammonizioni       | Espulsioni        | Presenze | Reti   | Ammonizioni | Espulsioni |
| -------------- | ------------- | ------------- | ------------- | ------------- | ----------------- | ----------------- | ----------------- | ----------------- | -------- | ------ | ----------- | ---------- |
| I. Bančić      | 30            | 0             | 9             | 1             | 1                 | 0                 | 0                 | 0                 | 31       | 0      | 9           | 1          |
| N. Bernhardt   | 0             | 0             | 0             | 0             | 0                 | 0                 | 0                 | 0                 | 0        | 0      | 0           | 0          |
| F. Bittencourt | 17            | 7             | 4             | 0             | 1                 | 0                 | 0                 | 0                 | 18       | 7      | 4           | 0          |
| N. Däbritz     | 24            | 5             | 7             | 1             | 1                 | 0                 | 0                 | 0                 | 25       | 5      | 7           | 1          |
| F. Edmond      | 23            | 2             | 5             | 0             | 1                 | 0                 | 1                 | 0                 | 24       | 2      | 6           | 0          |
| H. Fuchs       | 29            | 7             | 4             | 0             | 0                 | 0                 | 0                 | 0                 | 29       | 7      | 4           | 0          |
| M. Förster     | 2             | 0             | 0             | 0             | 0                 | 0                 | 0                 | 0                 | 2        | 0      | 0           | 0          |
| G. Grundmann   | 6             | 0             | 0             | 0             | 0                 | 0                 | 0                 | 0                 | 6        | 0      | 0           | 0          |
| T. Görke       | 0             | 0             | 0             | 0             | 0                 | 0                 | 0                 | 0                 | 0        | 0      | 0           | 0          |
| S. Heidrich    | 28            | 17            | 9             | 1             | 1                 | 0                 | 0                 | 0                 | 29       | 17     | 9           | 1          |
| D. Hoffmann    | 23            | 0             | 4             | 1             | 0                 | 0                 | 0                 | 0                 | 23       | 0      | 4           | 1          |
| G. Hoffmann    | 26            | 1             | 4             | 0             | 1                 | 0                 | 0                 | 0                 | 27       | 1      | 4           | 0          |
| B. Jovanovic   | 0             | 0             | 0             | 0             | 0                 | 0                 | 0                 | 0                 | 0        | 0      | 0           | 0          |
| T. Jülich      | 3             | 0             | 1             | 0             | 0                 | 0                 | 0                 | 0                 | 3        | 0      | 1           | 0          |
| M. Kern        | 13            | 0             | 1             | 1             | 0                 | 0                 | 0                 | 0                 | 13       | 0      | 1           | 1          |
| M. Kischko     | 5             | 0             | 0             | 0             | 1                 | 0                 | 0                 | 0                 | 6        | 0      | 0           | 0          |
| R. Koslowski   | 0             | 0             | 0             | 0             | 0                 | 0                 | 0                 | 0                 | 0        | 0      | 0           | 0          |
| R. Kujat       | 26            | 4             | 3             | 0             | 1                 | 0                 | 0                 | 0                 | 27       | 4      | 3           | 0          |
| M. Kunze       | 0             | 0             | 0             | 0             | 0                 | 0                 | 0                 | 0                 | 0        | 0      | 0           | 0          |
| M. Lindner     | 19            | 2             | 4             | 0             | 0                 | 0                 | 0                 | 0                 | 19       | 2      | 4           | 0          |
| H. Lischke     | 0             | 0             | 0             | 0             | 0                 | 0                 | 0                 | 0                 | 0        | 0      | 0           | 0          |
| R. Mimuß       | 2             | 0             | 0             | 0             | 0                 | 0                 | 0                 | 0                 | 2        | 0      | 0           | 0          |
| A. Opoku       | 15            | 3             | 2             | 0             | 0                 | 0                 | 0                 | 0                 | 15       | 3      | 2           | 0          |
| H. Pinder      | 22            | 1             | 4             | 0             | 0                 | 0                 | 0                 | 0                 | 22       | 1      | 4           | 0          |
| M. Rose        | 0             | 0             | 0             | 0             | 0                 | 0                 | 0                 | 0                 | 0        | 0      | 0           | 0          |
| R. Schmidt     | 1             | 0             | 0             | 0             | 0                 | 0                 | 0                 | 0                 | 1        | 0      | 0           | 0          |
| A. Schuster    | 5             | 0             | 0             | 1             | 0                 | 0                 | 0                 | 0                 | 5        | 0      | 0           | 1          |
| D. Schößler    | 25            | 0             | 3             | 1             | 1                 | 0                 | 1                 | 0                 | 26       | 0      | 4           | 1          |
| K. Shala       | 29            | 1             | 9             | 0             | 1                 | 1                 | 1                 | 0                 | 30       | 2      | 10          | 0          |
| U. Trommer     | 0             | 0             | 0             | 0             | 0                 | 0                 | 0                 | 0                 | 0        | 0      | 0           | 0          |
| F. Weichert    | 23            | 1             | 2             | 1             | 1                 | 0                 | 0                 | 0                 | 24       | 1      | 2           | 1          |
| R. Werner      | 22            | 0             | 4             | 0             | 1                 | 0                 | 0                 | 0                 | 23       | 0      | 4           | 0          |
| T. Winkler     | 0             | 0             | 0             | 0             | 0                 | 0                 | 0                 | 0                 | 0        | 0      | 0           | 0          |
| A. Wittke      | 0             | 0             | 0             | 0             | 0                 | 0                 | 0                 | 0                 | 0        | 0      | 0           | 0          |
| M. Wuckel      | 8             | 1             | 0             | 0             | 0                 | 0                 | 0                 | 0                 | 8        | 1      | 0           | 0          |
| M. Wulftange   | 27            | 0             | 2             | 0             | 1                 | 0                 | 0                 | 0                 | 28       | 0      | 2           | 0          |